# Ernobius anatolicus
Ernobius anatolicus là một loài côn trùng trong họ Ptinidae. Loài này được miêu tả khoa học đầu tiên.
Đây là loài gây hại của cây Cedrus atlantica, phát triển phổ biến ở Liban.